# خطوط كانتس الجوية الرحلة 72
كانتاس الرحلة 72 هي رحلة طيران مجدولة من مطار شانغي سنغافورة إلى مطار بيرث في 7 أكتوبر 2008، قامت الرحلة بهبوط اضطراري في مطار ليارمونث بالقرب من بلدة أكسماوث، غرب أستراليا في أعقاب حادث طائرة تضمن زوجًا من المناورات المفاجئة غير المرغوبة التي تسببت في إصابات خطيرة - بما في ذلك الكسور والتمزقات وإصابات العمود الفقري - للعديد من الركاب وأفراد الطاقم. استقبلت خدمة دكتور الطيران الملكي وكافلايت الطائرة في مطار ليارمونث. نُقل 14 شخصا جوا إلى بيرث للعلاج بالمستشفى، ووصل 39 آخرين إلى المستشفى. وإجمالا، أصيب أحد أفراد الطاقم و11 راكبا بجروح خطيرة، بينما أصيب ثمانية من أفراد الطاقم و99 راكبا بجروح طفيفة. وكانت الطائرة إيرباص إيه 330 تحمل على متنها 303 راكبا و12 من أفراد الطاقم بقيادة الكابتن كيفن سوليفان.

## خلفية
في 7 أكتوبر 2008، كان من المقرر أن تطير رحلة كانتاس رقم 72 من مطار شانغي في سنغافورة (SIN) إلى مطار بيرث (PER). سلمت الطائرة، VH-QPA، جديدة إلى كانتاس في 26 نوفمبر 2003، في البداية على شكل إيه 330-301. في نوفمبر 2004، حدث تغيير في نوع المحركات المجهزة، وأعيد تصميمها لتصبح إيرباص إيه 330-303.
كان الطاقم بقيادة الكابتن كيفين سوليفان (53 عامًا)، طيار سابق في البحرية الأمريكية (1977-1986) (بعد مغادرة البحرية الأمريكية انتقل إلى أستراليا). كان الضابط الأول بيتر ليبسيت، وكان الضابط الثاني روس هالز. بالإضافة إلى طاقم الطائرة المكون من ثلاثة أفراد، يوجد تسعة من أفراد طاقم الطائرة و303 ركاب، وبه كان مجمل من على متن الطائرة 315 شخصًا. كان لدى الكابتن سوليفان 13592 ساعة طيران، بما في ذلك 2453 ساعة على متن طائرة إيرباص إيه 330. كان لدى الضابط الأول ليبسيت 11،650 ساعة طيران، منها 1،870 ساعة على متن طائرة إيرباص إيه 330. كان لدى الضابط الثاني هالز 2070 ساعة طيران، منها 480 ساعة على متن طائرة إيرباص إيه 330.

## تفاصيل الرحلة
في 7 أكتوبر 2008، الساعة 09:32 بتوقيت سنغافورة المنسق، غادرت رحلة كانتاس رقم 72، وعلى متنها 315 شخصًا، سنغافورة في رحلة مجدولة إلى بيرث، غرب أستراليا. بحلول الساعة 10:01، وصلت الطائرة إلى ارتفاع العبور بحوالي 11 ألف متر وكانت تُحافظ على سرعة العبور بـ 0.82 ماخ.
بدأ الحادث في الساعة 12:40:26 بالتوقيت الرسمي الغربي الأسترالي، عندما بدأت إحدى الوحدات المرجعية بالقصور الذاتي لبيانات الهواء الثلاث (ADIRUs) في تقديم بيانات غير صحيحة إلى كمبيوتر الرحلة. ردا على البيانات الشاذة، فُك الطيار الآلي تلقائيا. بعد ثوانٍ قليلة، تلقى الطيارون رسائل إلكترونية على شاشة المرقاب الإلكتروني المركزي للطائرة، تحذرهم من وجود خلل في الأنظمة المرجعية للطيار الآلي والقصور الذاتي، وتحذيرات متناقضة من التوقف الصوتي والإفراط في السرعة. خلال هذا الوقت، بدأ القبطان في السيطرة على الطائرة يدويًا. ثم أعيد تشغيل الطيار الآلي وبدأت الطائرة في العودة إلى مستوى الرحلة المحدد مسبقًا. فك الطاقم الطيار الآلي بعد حوالي 15 ثانية وبقيت مفصولاً لبقية الرحلة.
في الساعة 12:42:27، قامت الطائرة بمناورة مفاجئة غير مطلوبة، حيث واجهت −0.8 جي، لتصل إلى زاوية هبوط 8.4 درجة وتوفقدان ارتفاع 200 متر. بعد عشرين ثانية، تمكن الطيارون من إعادة الطائرة إلى مستوى العبور المحدد، FL370. في الساعة 12:45:08، قامت الطائرة بمناورة ثانية غير مطلوبة ذات طبيعة مماثلة، مما تسبب هذه المرة في تسارع +0.2 g، بزاوية هبوط 3.5 درجة، وفقدان ارتفاع 400 قدم (120 م)؛ تمكن طاقم الرحلة من إعادة استرجاع مستوى الرحلة المحدد للطائرة بعد 16 ثانية. أُلقي الركاب والطاقم غير المقيدين (وحتى البعض المقيد) حول المقصورة أو سحقوا بالأمتعة العلوية، بالإضافة إلى الاصطدام بأبواب المقصورة العلوية وعبرها. استقر الطيارون على الطائرة وأعلنوا حالة التأهب، والتي حُدثت لاحقًا بمايداي عندما نُقل خبر مدى الإصابات إلى طاقم الرحلة.

## تحقيق
دُعم تحقيق مكتب سلامة النقل الأسترالي (ATSB) من قبل هيئة سلامة الطيران المدني الأسترالية، وكانتاس، والمكتب الفرنسي للتحقيق والتحليل لسلامة الطيران المدني (BEA) وإيرباص. أُرسل نسخ من البيانات من مسجل بيانات رحلة الطائرة ومسجل صوت قمرة القيادة إلى المكتب الفرنسي وإيرباص.
جُهزت الطائرة بوحدة مرجعية بالقصور الذاتي لبيانات الهواء (ADIRU) من إنتاج شركة نورثروب غرومان؛ أرسل المحققون الوحدة إلى شركة نورثروب جرومان في الولايات المتحدة لإجراء مزيد من الاختبارات. في 15 يناير 2009، أصدرت وكالة سلامة الطيران الأوروبية (EASA) توجيهًا لصلاحية الطيران في حالات الطوارئ لمعالجة مشكلة طائرات إيه 330 وإيه 340، المجهزة بوحدات نورثروب جرومان المرجعية، استجابة غير صحيحة لمرجع القصور الذاتي المعيب.
في تقرير أولي، حددت مكتب سلامة النقل الأسترالي حدوث خطأ داخل الوحدة المرجعية (ADIRU) رقم واحد على أنه "الأصل المحتمل للحدث"؛ بدأت الوحدة المرجعية (ADIRU)، وهي واحدة من ثلاثة أجهزة على الطائرة، في توفير بيانات غير صحيحة للأنظمة الأخرى للطائرة الأخرى.
كانت الآثار الأولية للخطأ هي:
- تحذيرات كاذبة (متناقضة) تتعلق بالانهيار والإفراط في السرعة
- فقدان معلومات الارتفاع على شاشة عرض رحلة القبطان الأساسية[الإنجليزية]
- العديد من تحذيرات نظام المرقاب الإلكتروني المركزي للطائرة

بعد حوالي دقيقتين، الوحدة المرجعية (ADIRU) رقم 1، التي كانت تُوفر البيانات لعرض الرحلة الأساسي للقبطان، قدم مؤشرات عالية جدًا (وكاذبة) لزاوية مواجهة الطائرة (AOA)، مما أدى إلى:
- تولى أجهزة التحكم في الطيران التحكم في حركة الطائرة، مما أدى إلى هبوط الطائرة إلى حد أقصى يبلغ 8.5 درجة تقريبًا
- بدء تشغيل خطأ في درجة الميل والانحراف لجهاز الكمبيوتر الأساسي للتحكم في الطيران (FCPC).

### تصميم معيب في الحاسوب الأساسي للتحكم في الطيران
زاوية مواجهة الطائرة (AOA) هي معلمة طيران مهمة للغاية، وأنظمة التحكم في الطيران ذات السلطة الكاملة، مثل تلك التي تجهز طائرات إيه 330 / إبه 340، تتطلب بيانات AOA دقيقة لتعمل بشكل صحيح. زُودت الطائرة بثلاث وحدات مرجعية (ADIRU) لتوفير التكرار للتسامح مع الخطأ، واستخدمت الحواسيب الأساس قيم زاوية المواجهة الثلاث المستقلة للتحقق من اتساقها. في الحالة المعتادة، عندما تكون جميع قيم الزاوية الثلاثة صالحة ومتسقة، يُستخدم متوسط قيمة الزاوية 1 والزاوية 2 بواسطة الحواسيب لحساباتهم. إذا انحرفت الزاوية 1 أو الزاوية 2 بشكل كبير عن القيمتين الأخريين، فإن الحواسيب تستخدم قيمة محفوظة لمدة 1.2 ثانية. كانت خوارزمية الحواسيب فعالة للغاية، لكنها لم تتمكن من إدارة السيناريو بشكل صحيح حيث حدثت طفرات متعددة في الزاوية 1 أو الزاوية 2 بفاصل 1.2 ثانية - أي إذا انتهت فترة استخدام القيمة المحفوظة البالغة 1.2 ثانية بينما كان هناك ارتفاع آخر.
كما هو الحال مع أنظمة السلامة الحرجة الأخرى، كان لتطوير نظام التحكم في الطيران إيه 330 / إيه 340 خلال عامي 1991 و1992 العديد من العناصر لتقليل مخاطر خطأ التصميم، بما في ذلك مراجعات الأقران وتقييم سلامة النظام (SSA) والاختبار وعمليات المحاكاة للتحقق والتحقق من متطلبات النظام. لم تحدد أي من هذه الأنشطة قيود التصميم في خوارزمية زاوية المواجهة الخاصة بالحاحوب الأساسي للتحكم في الطيران (FCPC).
لم يُصادف وضع فشل الوحدة المرجعية (ADIRU) مسبقًا، أو تم تحديده من قبل الشركة المصنعة الوحدة المرجعية (ADIRU) في أنشطة تقييم سلامة النظام (SSA) الخاصة بها. بشكل عام، لم تأخذ عمليات التصميم والتحقق والمصادقة التي استخدمتها الشركة المصنعة للطائرة في الاعتبار التأثيرات المحتملة للارتفاعات المتكررة في البيانات من الوحدة المرجعية (ADIRU).
وذكرت شركة إيرباص أنها لم تكن على علم بوقوع حادثة مماثلة لطائرة إيرباص في السابق. وأصدرت تلكس معلومات المشغلين لمشغلي طائرات إيه 330 وA340 مع توصيات إجرائية وقوائم مراجعة لتقليل المخاطر في حالة وقوع حادث مماثل.

## التقرير الأخير

### تحليل
بعد تحليل مفصل للطب الشرعي لـ FDR، وبرنامج الحاحوب الأساسي للتحكم في الطيران (FCPC)، والوحدة المرجعية (ADIRU)، وجد أن وحدة المعالجة المركزية في الوحدة المرجعية (ADIRU) قد أفسدت بيانات زاوية مواجهة الطائرة. كانت الطبيعة الدقيقة للتلف هي أن وحدة المعالجة المركزية للوحدة المرجعية (ADIRU) أعادت تسمية كلمة بيانات الارتفاع عن طريق الخطأ بحيث تمثل البيانات الثنائية التي تمثل 37،012 (الارتفاع وقت وقوع الحادث) زاوية هجوم تبلغ 50.625 درجة. بعد ذلك، عالج الحاسوب الرئس بيانات زاوية مواجهة الطائرة المرتفعة بشكل خاطئ، مما أدى إلى تشغيل وضع الحماية زاوية مواجهة الطائرةعالية، والذي أرسل أمرًا إلى نظام التحكم في الطيران الكهربائي لخفض الأنف.

### أنواع المشغلات المحتملة
حُقق في عدد من أنواع المشغلات المحتملة، بما في ذلك أخطاء البرامج، وتلف البرامج، وأعطال الأجهزة، والتداخل الكهرومغناطيسي، والجزيئات الثانوية عالية الطاقة الناتجة عن الأشعة الكونية التي يمكن أن تسبب انقلابًا بسيطًا. على الرغم من عدم إمكانية الوصول إلى نتيجة نهائية، فإن المعلومات الكافية من مصادر متعددة مكنت من استنتاج أن معظم المحفزات المحتملة من غير المرجح أن تكون متورطة. كان السيناريو الأكثر احتمالية هو أن ضعف الأجهزة الهامشي بشكل ما جعل الوحدات عرضة لتأثيرات نوع من العوامل البيئية، مما أدى إلى وضع الفشل.
على الرغم من ظهور تكهنات بأن التداخل من محطة هارولد إي هولت للاتصالات البحرية أو الأجهزة الإلكترونية الشخصية للركاب قد يكون متورطًا في الحادث، فإن مكتب سلامة النقل الأسترالي قيم هذا الاحتمال بأنه «غير مرجح للغاية».

### الخلاصة
خلص التقرير النهائي لمكتب سلامة النقل الأسترالي، الصادر في 19 ديسمبر 2011، إلى أن الحادث «وقع بسبب الجمع بين قيود التصميم في برنامج الحاسوب الرئيس للتحكم في الطيران لطائرة إيرباص إيه 330 / إيه 340، ووضع فشل يؤثر على إحدى الوحدات المرجعية (ADIRU) الثلاثة للطائرة. يعني تقييد التصميم أنه في حالة نادرة جدًا ومحددة، يمكن أن تؤدي الارتفاعات المتعددة في بيانات زاوية مواجهة الطائرة من إحدى وحدات الوحدات المرجعية (ADIRU) إلى توجيه الحاسوب الرئيس للتحكم في الطيران للطائرة إلى الهبوط.»

### حادثة خطوط كانتس الجوية الرحلة 72 اللاحقة
في 27 ديسمبر 2008، شاركت طائرة كانتاس إيه 330-300 تعمل من بيرث إلى سنغافورة في حدوث على بعد 260 ميلًا بحريًا (480 كم) شمال غرب بيرث و350 ميل بحري (650 كـم) جنوب مطار ليرمونث على الساعة 17:29بالتوقيت الرسمي الغربي الأسترالي أثناء الطيران في مستوى الطيران. فُصل الطيار الآلي وتلقى الطاقم تنبيهًا يشير إلى وجود مشكلة في الوحدة المرجعية (ADIRU) رقم 1. أجرى الطاقم الإجراء المنقح الذي أصدرته شركة إيرباص بعد الحادث السابق وعاد إلى بيرث دون أي أحداث. قام مكتب سلامة النقل الأسترالي بتضمين الحادث في تحقيقهم الحالي في حادث الرحلة 72. أثار الحادث مرة أخرى تكهنات وسائل الإعلام بشأن أهمية منشأةهارولد إي هولت المذكورة أعلاه، حيث دعت جمعية الطيارين الأسترالية والدولية إلى منع الطائرات التجارية من دخول المنطقة كإجراء احترازي حتى يمكن فهم الأحداث بشكل أفضل، بينما ادعى مدير المنشأة أنه كان «من غير المحتمل للغاية» أن يكون قد حدث أي تداخل.

## ما بعد الكارثة
استجابت خدمات الطوارئ والصحة في المدينة والولاية. قامت خدمة دكتور الطيران الملكي والإسعاف الجوي كافلايت بإجلاء 20 شخصًا أصيبوا بجروح خطيرة إلى بيرث. وعولج آخرون في مستشفى إكسماوث القريب. أرسلت كانتاس طائرتين، مع فرق طبية وضباط جمارك، من بيرث إلى إكسماوث للمساعدة في علاج المصابين وإعادة السالمين إلى بيرث. زُود الأشخاص الذين لم يرغبوا في الطيران في تلك الليلة بإمكانية الإقامة في إكسماوث.
أصيب الطائرة بأضرار طفيفة؛ أُصلحت وأُعيدت إلى الخدمة مع كانتاس.

### التعويضات
في أعقاب الحادث، عرضت كانتاس تعويضات لجميع الركاب. أعلنت شركة الطيران أنها ستعيد تكلفة جميع رحلاتها على مسارات رحلاتها التي تغطي رحلة الحادث، وستقدم قسيمة تعادل رحلة العودة إلى لندن تنطبق على درجة سفرها ودفع المصاريف الطبية الناشئة عن الحادث. سيُنظر في المزيد من مطالبات التعويض على أساس كل حالة على حدة، مع قيام العديد من الركاب من الرحلة بإجراءات قانونية ضد كانتاس. أكد أحد الزوجين أنهما كانا يرتديان أحزمة الأمان وقت وقوع الحادث وشكك في تعامل كانتاس مع قضاياهم. تم نصح مضيف الطيران وزي مايافا (بالإنجليزية: Fuzzy Maiava) المصاب بشكل دائم بعدم دفع تعويض قدره 35000 دولار نيوزيلندي من كانتاس حتى يتمكن من المشاركة في دعوى قضائية جماعية ضد أرباص ونورثروب غرومان. رُفضت القضية لأسباب إجرائية، ومع ذلك، تُرك مايافا دون تعويض. ظل غير قادر على العمل أو قيادة السيارة.

## وسائل الإعلام
في عام 2018، ظهرت أحداث كانتاس 72 في "السقوط الحر" (الموسم 18، الحلقة 7) في المسلسل التلفزيوني الكندي ماي داي. في مايو 2019، نُشر كتاب عن الحادث بقلم كيفن سوليفان (قبطان الرحلة (بالإنجليزية: captain of the flight)) في أستراليا. في يونيو 2019، عرض برنامج ليلة الأحد ‏ لشبكة سفن أحداث كانتاس 72 من خلال ذكريات العديد من الركاب وأفراد الطاقم الذين كانوا على متن الرحلة، بما في ذلك سوليفان ومضيفة الطيران فوزي مايافا، وكذلك تعليقات من خطوط الولايات المتحدة الجوية الرحلة 1549 كابتن خطوط الولايات المتحدة الجوية الرحلة 1549، لكن كانتاس منعت أي من موظفيها الحاليين من إجراء مقابلات حول الحادث، بما في ذلك ديانا كيسي (بالإنجليزية: Diana Casey)، مديرة خدمة عملاء خارج الخدمة التي ساعدت العديد من الأشخاص الآخرين على متن الطائرة، على الرغم من إصابتها.

## الملاحظات
1. ↑   "g" (أي القوة المؤثرة على جسم بسبب جاذبية الأرض، إذا كان هذا الجسم على سطح الأرض أو بالقرب منه، وهذا الجسم لا يخضع لقوى أخرى) هي + 1.0 "g". عندما تتسارع الطائرة إلى أسفل (على سبيل المثال، كما في هذه الحالة، من خلال الخفض المفاجئ غير المطلوب)، قد تنخفض القوة "g" إلى 0 (صفر)، وعند هذه النقطة يتم الشعور بانعدام الوزن؛ إذا كان التسارع الهابط أكبر، فإن القوة "g" - تصبح سالبة. في حالة رحلة كانتاس رقم 72، اختبرت القوة "g" ما يقرب من "g" واحد سلبي كامل؛ يمكن اعتبار الأمر كما لو أن الجاذبية "انعكست" تمامًا تقريبًا من الإطار المرجعي داخل المقصورة، وأي شيء غير مقيد "سقط للأعلى".
2. ↑  في هذه الحالة الثانية، لم يكن التسارع الهابط الناتج عن الضغط المنخفض غير المطلوب كافيًا لتكوين قوى "g" صفرية أو سلبية، على الرغم من أنه كان من الممكن أن يتسبب في إحساس شبيه بانعدام الوزن، مشابهًا إلى حد ما لأول تجربة، أعلى انخفاض على الأفعوانية؛ +0.2 "g" سيجعل كل شيء قريبًا من الوزن لفترة وجيزة في المقصورة، لكنه لن يكون كافيًا لتعويم الأشخاص أو الأشياء بشكل كبير خارج مكانهم أو رميهم في الأرجاء.

## وصلات خارجية
- مكتب سلامة النقل الأسترالي - التقرير النهائي والمواد نسخة محفوظة 27 فبراير 2012 على موقع واي باك مشين.
- بيرث الآن - صور المقصورة